# El Rocío, Michoacán de Ocampo
El Rocío är en ort i Mexiko.   Den ligger i kommunen Zinapécuaro och delstaten Michoacán de Ocampo, i den södra delen av landet, 180 km väster om huvudstaden Mexico City. El Rocío ligger 1 954 meter över havet och antalet invånare är 161.
Terrängen runt El Rocío är huvudsakligen kuperad, men åt sydväst är den platt. Runt El Rocío är det ganska tätbefolkat, med 93 invånare per kvadratkilometer. Närmaste större samhälle är Acámbaro, 17,3 km nordost om El Rocío. I omgivningarna runt El Rocío växer huvudsakligen savannskog.